# We Don't Talk Anymore (singolo Cliff Richard)
We Don't Talk Anymore è una canzone pop rock incisa da Cliff Richard nel 1979 e facente parte dell'album omonimo e dell'album Rock 'n' Roll Juvenile Autore del brano è Alan Tarney.
Si tratta del singolo di maggiore successo del cantante, con 2 750 000 copie vendute: il disco, pubblicato su etichetta EMI  e prodotto da Terry Britten e dallo stesso Cliff Richard e raggiunse il primo posto delle classifiche in Austria, Belgio, Germania, Norvegia, Regno Unito e Svizzera. Fu anche il primo singolo del cantante a raggiungere la prima posizione delle classifiche del Regno Unito negli anni settanta.
Vari artisti hanno inciso delle cover del brano, che è stato anche riadattato in finlandese e tedesco.

## Testo
Il testo parla di una storia d'amore finita: il protagonista non riesce a capacitarsi di come la sua amata abbia potuto buttare tutto via, andandosene in modo così inspiegabile, ed esprime il proprio sentimento di rancore nei suoi confronti.
Lui giura infatti che non ha intenzione di perderci il sonno, "stando a contare le pecore" (come dice il testo) e avvisa la sua ex che non ha più intenzione di riprendersela, nemmeno se tornasse da lui implorandolo in lacrime.

## Tracce

### 45 giri (1979)[7]
- We Don't Talk Anymore 4:11
- Count Me Out 4:11

### 45 giri maxi (1979)[7]
- We Don't Talk Anymore 6:54
- Count Me Out 4:11

### 45 giri (1990)[7]
- We Don't Talk Anymore 4:38
- From a Distance 4:41

## Classifiche
| Classifica    | Posizione massima | Nr. di settimane | Nr. di settimane al primo posto |
| ------------- | ----------------- | ---------------- | ------------------------------- |
| Austria       | 1                 | 18               |                                 |
| Belgio        | 1                 | 12               |                                 |
| Germania      | 1                 | 28               |                                 |
| Italia        | 13                |                  |                                 |
| Norvegia      | 1                 | 26               |                                 |
| Nuova Zelanda | 5                 | 16               |                                 |
| Paesi Bassi   | 4                 | 12               |                                 |
| Regno Unito   | 1                 | 14               | 4                               |
| Stati Uniti   | 7                 |                  |                                 |
| Svezia        | 4                 | 7                |                                 |

## Cover
Tra gli artisti che hanno inciso una cover del brano, figurano (in ordine alfabetico):
- DJ Space'C (singolo del 1998)[13]
- Dis-Cover (singolo del 1992)[14]
- ELF (1979; versione in finlandese Mikset palaa, con testo di Paul Reiman[9])
- Horst Fröhlich (1980; versione in tedesco Ich werde geh'n heute nacht[7][9], con testo di Wolfgang Preuss[9])
- Tom Jones (1997)
- Hank Marvin (1995)
- Mary Roos (1979; versione in tedesco Ich werde geh'n heute nacht[7][9])
- Michael Schau (1980)
- The Shadows (1981)
- Raivo Tammik (1980)